# Benjamín Medrano Quezada
Benjamín Medrano Quezada (Nochistlán de Mejía, Zacatecas; 16 de agosto de 1966) es un político y empresario mexicano afiliado al Partido Revolucionario Institucional (PRI). Sirvió como diputado local en la LX legislatura del Congreso de Zacatecas entre los  años 2010 - 2013. Durante las elecciones estatales de 2013 el 7 de julio de 2013 fue elegido presidente municipal de Fresnillo (Zacatecas).
Según los reportajes, se convirtió en el primer Presidente Municipal abiertamente gay en México.